# Encefalitis per arbovirus
Una encefalitis per arbovirus es refereix a l'encefalitis que és causada per una infecció per arbovirus.
Hi ha molts tipus d'encefalitis. Els exemples inclouen:
- Encefalitis de Califòrnia
- Encefalitis japonesa
- Encefalitis de Saint Louis
- Encefalitis transmesa per paparres
- Febre del Nil Occidental